# Zayn Malik
Zain Javadd Malik (Bradford, 1993. január 12. –), művésznevén Zayn angol énekes és dalszerző. 2010-ben jelentkezett a The X Factor tehetségkutatóba, ahol más résztvevőkkel együtt a One Direction fiúegyüttes tagja lett. 2015 márciusában hagyta el az együttest és aláírt az RCA Recordshoz.
2016-ban adta ki a Mind of Mine albumát és annak első kislemezét, a Pillowtalkot. Malik lett az első brit férfi előadó, akinek első helyen debütált dala és albuma is az Egyesült Államokban és az Egyesült Királyságban. Második stúdióalbuma az Icarus Falls. Dolgozott együtt Taylor Swifttel és Sia-val is.
Malik karrierje során nyert díjakat az AMA díjátadón, a Billboard Music Awards-on és az MTV Video Music Awards díjátadón is.

## Korai évek
Zain Javadd Malik 1993. január 12-én született Bradfordban (West Yorkshire, Anglia). Apja, Yaser Malik brit-pakisztáni; anyja, Tricia Brannan Malik angol-ír származású (felvette az iszlám hitet házassága során). Maliknak egy nővére van Doniya és két húga Waliyha és Safaa. Iszlám környezetben nőtt fel, de azóta nem tekinti magát muszlimnak.
Malik East Bowlingban nőtt fel egy munkáscsaládban. A Lower Fields-i általános iskolába járt és a Tong High High Schoolba. Tizenkét éves korában kezdett el szerepelni iskolai színdarabokban. R&B-, hiphop- és reggae-zenét hallgatva nőtt fel. Iskolában kezdte el saját rap dalait írni és először énekelt színpadon, mikor Jay Sean meglátogatta iskoláját. Malik ökölvívott két évig 15 és 17 éves kora között. Mielőtt elkezdte zenei karrierjét angoltanári pályán szeretett volna elindulni.

## Karrier

### 2010–2015: One Direction
2010-ben, a 17 éves Malik jelentkezett Manchesterben a The X Factor hetedik évadára. A meghallgatás reggelén Malik nem akart részt venni azon, de anyja meggyőzte, hogy menjen el. Mario Let Me Love You-ját énekelte és továbbjutott. A meghallgatás közben azt mondta, hogy "tapasztalatot akart szerezni."
A The X Factor befejezte után bejelentették, hogy az együttes aláírt egy 2 millió fontos szerződést Simon Cowell Syco Records kiadójával. 2011 januárjában kezdtek el dolgozni az első albumukon, Los Angelesben. A One Direction: Forever Young (Our Official X Factor Story) könyvet a HarperCollins februárban adta ki. Ugyanebben a hónapban az együttes és más versenyzők a The X Factor-ból részt vettek az X Factor Live turnén. Áprilisban folytatták a munkát az albumon, amelyet Stockholmban, Londonban és Los Angelesben végeztek Carl Falk, Savan Kotecha, Steve Mac, és Rami Yacoub producerekkel.
Az együttes első kislemezét, a What Makes You Beautifult 2011 szeptemberében adták ki, és nemzetközi siker lett. Első helyet ért el a Brit kislemezlistán, miután minden idők legtöbbet előrendelt dala lett a Sony Music Entertainment történetében. Ebben a novemberben jelent meg az Up All Night albuma Írországban és az Egyesült Királyságban. Nemzetközileg az Up All Night 2012 márciusában jelent meg, amivel a One Direction lett az első brit együttes, akinek a debütáló albuma első helyet ért el az Egyesült Államokban. Az album megjelenése után az Up All Night Tour keretei között léptek fel. Az turné 62 fellépésből állt, amely kereskedelmileg és kritikai szempontból is pozitívan volt fogadva, a jegyeket perceken belül adták el. Megjelent a turnéról egy koncertfilm is, Up All Night: The Live Tour címen 2012 májusában. 2012 szeptemberében kiadták a Live While We’re Young kislemezt. A Little Things lett az együttes második első helyezett kislemeze az Egyesült Királyságban. 2012 novemberében megjelent a One Direction második stúdióalbuma, a Take Me Home. Nemzetközi sikernek örvendett, 35 országban érte el a legelső helyet a slágerlistákon, Magyarországon a másodikat. Mikor elérték az első helyet a Billboard 200-on, ők lettek az első fiúegyüttes az Egyesült Államok slágerlistáinak történelmében, akiknek két első helyezett albumuk volt egy naptári évben és 2008 óta az első együttes, akiknek két első helyezett albuma volt egy naptári évben. A megjelenés után megkezdték a Take Me Home turnét. A turné 123 fellépésből állt Európában, Észak-Amerikában, Ázsiában és Óceániában. A jegyeladások elértek több, mint 300 ezret egy napon belül az Egyesült Királyságban és Írországban, amelyben benne volt hat teltházas este a O2 Arenában, Londonban. Ausztráliában és Új-Zélandon több, mint 15 millió dolláros bevételt hozott, mind a 190 ezer jegyet eladva a 18 koncertre. Pozitív kritikákat élvezet az együttes a turné alatt, amit főleg az elő énekhangjuk és az előadói hozzáértésük miatt kaptak. Összességében 1.635 millió jegyet adtak el 134 koncertre, amivel 114 millió dollár bevételt generáltak.
2013. november 25-én kiadták a Midnight Memories albumot, amely 2013 legsikeresebb albuma lett. A Best Song Ever, az album első kislemeze az eddigi legmagasabb pozíciót elérő kislemezük az Egyesült Államokban, 2. hellyel. 2013. május 16-án , ez együttes bejelentette az első stadionturnéját, a Where We Are Tourt. A jegyek perceken belül elkeltek, és a rajongói igények miatt hozzáadtak fellépéseket a turnéhoz. 69 koncertjük volt, és átlagosan 49 ezer rajongó tekintette meg ezeket. Több, mint 290 millió dollár bevételt hozott a turné, amivel 2014 legsikeresebb, minden idők legsikeresebbje egy vokális együttes által és minden idők 15. legsikeresebb turnéja lett. 2014 novemberében adták ki negyedik stúdióalbumukat, a Fourt. A Steal My Girl és a Night Changes voltak az album kislemezei, melyek közül mindkettő platinalemez lett. Ezzel az albummal a One Direction lett az első együttes a Billboard 200 történetében, amelynek az első négy stúdióalbuma első helyen debütált. 2015-ben kezdett bele az együttes az On The Road Again turnéba. A turné 16. koncertje után bejelentették, hogy Malik stresszes volt ás az ázsiai koncerteken nem fog részt venni. Egy héttel később az együttes bejelentett az énekes távozását. A hivatalos közleményben Malik azt mondta, hogy "normális 22 évesként szeretnéj élni, aki tud relaxálni és tud időt eltölteni, reflektorfényen kívül." Azt mondta, hogy az együttes tagjai nem távolodtak el és támogatták döntését.

### 2015–2017:Mind of Mine
2015 márciusában Malik Naughty Boy producerrel dolgozott Londonban. A One Directionből való távozása után elmondta, hogy első albuma a Syco kiadó alatt fog megjelenni 2016-ban. Ugyanebben a hónapban Naughty Boy kiadott egy demófelvételt a SoundCloudon Malik I Won’t Mind dalából. 2015 júniusában Mic Righteous kiszivárogtatta Malik No Type című számát. Malik dolgozott Krept & Konannel, de ezek sose jelentek meg.
2015 júliusában Malik bejelentette, hogy leszerződött az RCA Recordshoz. Később több interjúban is beszélt az első albumáról. Egy Zane Lowe-vel készült interjúban jelentette be az album címét, amely Mind of Mine volt. 2016 januárjában jelentette meg első kislemezét Pillowtalk címen. Több országban is első helyen debütált többek között a Brit kislemezlistán és a Billboard Hot 100-on is. A kislemez megjelenése után Malik hatodik helyre került a Billboard Artist 100 listán. A második kislemez, a Like I Would első helyig jutott a Billboard Dance Club Songs slágerlistán. Február végén kiadta a Pillowtalk (Lil Wayne Remix)-et, amelyen közreműködik Lil Wayne és a Back to Sleep (Remix)-et Chris Brownnal és Usherrel.
2016 márciusában jelent meg az album, amelyen Malik és több más dalszerző is dolgozott és az albumon szerepel többek között Kehlani is. Az album főleg R&B stílusú, de több különböző stílust is felhasznál. A Mind of Mine első helyen debütált számos országban, többek között az Egyesült Királyságban, Ausztráliában, Kanadában, Új-Zélandon és az Egyesült Államokban is, ahol az első brit férfi szólóelőadó lett, akinek első albuma az első helyen debütált. Az albumból az első héten 157 ezer példány kelt el. Zayn az első brit férfi előadó, aki az Egyesült Államokban és az Egyesült Királyságban is első helyen debütált. Első helyre jutott a Billboard Artist 100-on, letaszítva az első helyről Justin Biebert és túllépve a One Direction legmagasabb pozícióját, amely a második volt.
A Mind of Mine turné része volt a The Tonight Show With Jimmy Fallon-ban való második szereplése, fellépés az iHeartRadio Theater-ben és az iHeartRadio díjátadón is. 2016 végén Malik és Taylor Swift kiadták az I Don’t Wanna Live Forevert, amely A sötét ötven árnyalata (2017) filmzenéje volt és második helyig jutott a Billboard 200-on. Írt egy önéletrajzi könyvet Zayn címen, amelyről azt mondta, hogy az írás terapeutikus hatással volt rá.

### 2017–2018:Icarus Falls
2017. március 24-én Malik kiadta a Still Got Time kislemezét, amelyen közreműködött vele PartyNextDoor. Közösségi médiáin jelentette be a Dusk Till Dawn dalát, Sia-val. Az ausztrál énekesnővel való közreműködése 2017 szeptemberében jelent meg. A dal videóklipjében szerepelt Jemima Kirke és Marc Webb rendezte. Malik elkezdett kiadni dalokat második albumáról, mielőtt annak címét vagy kiadási dátumát bejelentette volna.
2018. április 12-én kiadta a Let Me kislemezét. Az album második kislemeze az Entertainer 2018. május 23-án jelent meg, míg a harmadik Sour Diesel címen 2018 júliusában. Augusztusban kiadott egy újabb számot Too Much címen Timbalanddal. A Fingers volt az album ötödik kislemeze, az utolsó pedig a Nicki Minaj-zsal való közreműködés, a No Candle No Light volt.  2018. november 30-án jelentette be a második albumának címét, amely Icarus Falls lett és 2018. december 6-án jelent meg. A lemezen 27 dal szerepel, a Still Got Time és a Dusk Till Dawn csak az album japán kiadásán szerepeltek. Kevésbé volt sikeres, mint a Mind of Mine, csak 61. helyig jutott a US Billboard 200-on és 77-ig a UK Albums Charton. 2019. augusztus 28-án újra kiadta az albumot, amelyen már szerepelt a Still Got Time és a Dusk Till Dawn is.

### 2019–napjainkig: A harmadik stúdióalbum
2019-ben a 2019-es Aladdin filmhez felvette az A Whole New World feldolgozását Zhavia Warddal. 2019 májusában kiadta az Un Mundo Idealt Becky G-vel. A dal csak spanyol verzióját Aitanával énekelte. 2019 szeptemberében Malik és a Shaed kiadta a Trampoline remixét. Ezt egy újabb közreműködése követte, az elektropop Flames, amelyet a holland DJ-vel R3habbal és a brit Jungleboi-jal vett fel.
2020. szeptember 25-én Malik kiadta a Bettert, amely a harmadik stúdióalbumának első kislemeze. A dal az első szóló munkája két év eltelte után. Malik azt mondta, hogy ez az album a legszemélyesebb projektje eddig.

## Más vállalkozások

### Divat
Malik 2016-ban debütált a The Business of Fashion éves "BoF500" listáján, amely a divat legbefolyásosabb embereit követi. 2017 januárjában kiadott egy cipőkollekciót Giuseppe Zanotti-val, amely négy stílust tartalmazott. 2017 februárjában a Versus (Versace) Spring Summer 2017 kampányban szerepel Adwoah Aboah modellel. Donatella Versace, a Versace fő dizájnere kinevezte Malikot a Zayn x Versus kreatív igazgatójának, amely 2017 májusától volt elérhető.
2018 szeptemberében tervezett egy hátizsák-kollekciót a The Kooples-nek. Modellkedett a Penshoppe-nek a tavaszi kampányukban és később a 2019-esben is. Szintén modell szerepet vállalt Anwar Hadid (Zayn barátnőjének, Gigi-nek a bátyja) Martyre cégének.

### Filantropizmus
Hivatalos nagykövete a British Asian Trust jótékonysági csoportnak, amely Dél-ázsiai embereknek segít. A One Direction tagjaként részt vett a Comic Relief afrikai kampányában. 2014 áprilisában Malik gitárját a Kean Children Fund-nak adományozta. 2016 márciusában hátrányos helyzetű gyerekeknek vett helyeket a Bradford City stadionjában, amelyet nagyapjáról nevezett el. 2020 januárjában 10 ezer fontot adományozott egy öt éves kislány orvosi kezelésére.
2020 májusában és júniusában kifejezte támogatását a Black Lives Matter mozgalomnak és adományozott a George Floyd alapítványnak.

## Magánélete
Malik angol, arab és urdu nyelveken beszél. Zenei karrierje előtt angoltanári pályára tért volna.
Malik muszlimként nőtt fel, több muszlimellenes támadás részese volt karrierje során. A 2014-es Izrael-Gázai konfliktus közben posztolt egy üzenete a "#FreePalestine" felirattal, amely következtében halálos fenyegetéseket kapott. 2017-ben azt mondta, hogy a vallást nem gyakorló muszlim, de nem szeretné, hogy a vallása vagy a kulturális háttere határozza meg. 2018 novemberben azt mondta a brit Vogue-nak, hogy már nem tartja magát muszlimnak.
2010 és 2011-ben Geneva Lane-nel volt kapcsolatban, majd később egy másik The X Factor-résztvevővel járt pár hónapig, Rebecca Fergusonnal. 2011 decemberében a Little Mix-ben éneklő Perrie Edwards-dzal kezdett randizni és 2013 augusztusában volt eljegyzésük. A pár 2015-ben szakított. 2015 vége óta Gigi Hadiddal van kapcsolatban, aki szerepelt videóklipjeiben is. A Vogue 2017 augusztusában megjelent példányának borítóján együtt szerepelnek. 2020 szeptemberében született meg első gyermekük, akinek a Khai Malik Hadid nevet adták..

## Diszkográfia
- Mind of Mine (2016)
- Icarus Falls (2018)
- Nobody is Listening (2021)
- Room Under the Stairs (2024)

## Filmográfia

### Filmek
| Év   | Magyar cím                       | Eredeti cím                     | Szerep           | Magyar hang   |
| ---- | -------------------------------- | ------------------------------- | ---------------- | ------------- |
| 2013 |                                  | One Direction: This Is Us       | Önmaga           |               |
| 2014 |                                  | Where We Are – The Concert Film | Önmaga           |               |
| 2018 | Ocean’s 8 – Az évszázad átverése | Ocean’s 8                       | Önmaga           |               |
| 2024 | Egy cica 10 élete                | 10 Lives                        | Cameron (hangja) | Jámbor József |
| 2024 | Egy cica 10 élete                | 10 Lives                        | Kirk (hangja)    | Koncz István  |

### Televíziós szerepek
| Year      | Title                                  | Szerep | Notes                               |
| --------- | -------------------------------------- | ------ | ----------------------------------- |
| 2010      | The X Factor                           | Önmaga | Résztvevő; 7. évad                  |
| 2012      | iCarly                                 | Önmaga | A "One Direction" epizódban         |
| 2012–2014 | Saturday Night Live                    | Önmaga | Zenei vendég; S37E18, S39E8, S40E10 |
| 2014      | One Direction: The TV Special          | Önmaga |                                     |
| 2016      | The Tonight Show Starring Jimmy Fallon | Önmaga | Zenei vendég; 419. epizód           |
| 2016      | The Tonight Show Starring Jimmy Fallon | Önmaga | Zenei vendég; 440. epizód           |
| 2016      | The Voice                              | Önmaga | Zenei vendég; 10. évad – Finals     |

## Díjak
| Év   | Díjátadó                   | Kategória                         | Jelölt/Munka                                 | For.    |
| ---- | -------------------------- | --------------------------------- | -------------------------------------------- | ------- |
| 2015 | The Asian Awards           | Outstanding Contribution to Music | Zayn                                         | [ 98 ]  |
| 2016 | American Music Awards      | New Artist of the Year            | Zayn                                         | [ 99 ]  |
| 2016 | BMI London Awards          | Pop Award Songs                   | Night Changes                                | [ 100 ] |
| 2016 | Popjustice £20 Music Prize | Best British Pop Single           | Pillowtalk                                   | [ 101 ] |
| 2016 | Teen Choice Awards         | Choice Music: Breakout Artist     | Zayn                                         | [ 102 ] |
| 2016 | Teen Choice Awards         | Choice Summer Male Star           | Zayn                                         | [ 102 ] |
| 2017 | Billboard Music Awards     | Top New Artist                    | Zayn                                         | [ 103 ] |
| 2017 | Billboard Music Awards     | Power Artists                     | Zayn                                         | [ 104 ] |
| 2017 | BMI London Awards          | Pop Award Songs                   | Pillowtalk                                   | [ 105 ] |
| 2017 | iHeartRadio Music Awards   | Best Solo Breakout                | Zayn                                         | [ 106 ] |
| 2017 | MTV Europe Music Awards    | Best Look                         | Zayn                                         | [ 107 ] |
| 2017 | MTV Video Music Awards     | Best Collaboration                | I Don’t Wanna Live Forever (Taylor Swifttel) | [ 108 ] |
| 2017 | Music Choice               | Best New Solo Artist              | Zayn                                         | [ 109 ] |
| 2019 | BMI Pop Awards             | Award-Winning Songs               | I Don’t Wanna Live Forever                   |         |
| 2019 | Teen Choice Awards         | Choice Song in a Movie            | A Whole New World                            | [ 110 ] |
| 2020 | iHeartRadio Music Awards   | Best Remix                        | Trampoline                                   | [ 111 ] |